# Límite de una función
La expresión límite de una función se utiliza en el cálculo diferencial matemático y refiere a la cercanía entre un valor y un punto. 
El límite de una función es un concepto fundamental del análisis matemático aplicado a las funciones. En particular, el concepto se refiere en análisis real al estudio de límites, continuidad y derivabilidad de  funciones reales.
Intuitivamente, el hecho de que una función f alcance un límite L en un punto c significa que, tomando puntos suficientemente próximos a c, el valor de f puede ser tan cercano a L como se desee. La cercanía de los valores de f(x) y L no depende del valor que adquiere f en dicho punto c.

## Historia
Aunque implícita en el desarrollo del cálculo de los siglos XVII y XVIII, la notación moderna del límite de una función se remonta a Bolzano, quien en 1817 introdujo las bases de la técnica épsilon-delta. Sin embargo, no vio en vida el reconocimiento a su trabajo. Cauchy expuso límites en su Cours d'analyse (1821) y parece haber expresado la esencia de la idea, pero no de una manera sistemática. La primera presentación rigurosa de la técnica hecha pública fue dada por Weierstrass en los años 1850 y 1860, y desde entonces se ha convertido en el método estándar para trabajar con límites.
La notación de escritura usando la abreviatura lim con la flecha debajo es debida a Hardy en su libro A Course of Pure Mathematics, en 1908.

## Definición formal

### Funciones de variable real

Visualización de los parámetros utilizados en la definición de límite.

Si la función {\displaystyle f} tiene límite {\displaystyle L} en {\displaystyle c} podemos decir de manera informal que la función {\displaystyle f} tiende hacia el límite {\displaystyle L} cerca de {\displaystyle c} si se puede hacer que {\displaystyle f(x)} esté tan cerca como queramos de {\displaystyle L} haciendo que {\displaystyle x} esté suficientemente cerca de {\displaystyle c} siendo {\displaystyle x} distinto de {\displaystyle c}.

Los conceptos cerca y suficientemente cerca son matemáticamente poco precisos. Por esta razón, se da una definición formal de límite que precisa estos conceptos. Entonces se dice:
| El límite de una función f, cuando x tiende a c es L si y solo si para todo {\displaystyle \varepsilon >0\;}, existe un {\displaystyle \delta >0\;} tal que para todo número real x en el dominio de la función, si {\displaystyle 0<\|x-c\|<\delta } entonces {\displaystyle \|f(x)-L\|<\varepsilon }. |

Esto, escrito en notación formal:
{\displaystyle \lim _{x\to c}\,\,f(x)=L}{\displaystyle \iff \forall \varepsilon >0,\,\,\,\exists \delta >0\,|\,\forall x\in \operatorname {Dom} (f),\,\,0<|x-c|<\delta \longrightarrow |f(x)-L|<\varepsilon }

Tomando valores arbitrarios de ε, podemos elegir un δ para cada uno de estos, de modo que f(x) y L se acerquen a medida que x se acerca a c.

Esta es una formulación estricta del concepto de límite de una función real en un punto de acumulación (o punto límite) del dominio de la función y se debe al matemático francés Louis Cauchy.
Lo importante es comprender que el formalismo no lo hacen los símbolos matemáticos, sino la precisión con la que queda definido el concepto de límite. Esta notación es tremendamente poderosa, pues nos dice que si el límite existe, entonces se puede estar tan cerca de él como se desee. Si no se logra estar lo suficientemente cerca, entonces la elección del {\displaystyle \delta } no era adecuada.
Una manera de entender mejor la definición anterior es interpretar las letras {\displaystyle \varepsilon } y {\displaystyle \delta } como las palabras "error" y "distancia", respectivamente. De esta forma, la definición se puede entender como sigue: podemos hacer que {\displaystyle f} aproxime el valor límite {\displaystyle L} con errores {\displaystyle \varepsilon } tan pequeños como queramos ({\displaystyle \forall \varepsilon >0}) a costa de reducir la distancia {\displaystyle \delta } de los puntos {\displaystyle x} considerados al punto límite {\displaystyle c}.
Veamos un ejemplo. Supongamos que se quiere demostrar que {\displaystyle \lim _{x\to 2}(3x-5)=1.} El cálculo de este límite surge por simple sustitución, esto se debe a que la función afín es continua.
| Demostración |
| Utilicemos entonces la definición. Debemos demostrar que para cualquier error {\displaystyle \varepsilon } dado respecto del valor límite {\displaystyle L=1} podemos hallar una distancia {\displaystyle \delta } al punto límite {\displaystyle c=2} para la cual se cumple (*){\displaystyle 0<\vert x-2\vert <\delta \Rightarrow \vert (3x-5)-1\vert <\varepsilon } es decir, que puntos a distancia menor que {\displaystyle \delta } del punto límite {\displaystyle c=2} tienen imágenes {\displaystyle f(x)} que aproximan el valor {\displaystyle L=1} con un error menor que el que nos hayamos propuesto, {\displaystyle \varepsilon }. Tomando {\displaystyle \textstyle \delta ={\frac {1}{3}}\varepsilon } es posible probar esto. Es válido ya que nos permite obtener un valor para cualquier {\displaystyle \varepsilon } dado, que es precisamente lo que enuncia la definición. Probaremos entonces la tesis, tomando como hipótesis {\displaystyle \textstyle 0<\vert x-2\vert <{\frac {1}{3}}\varepsilon }. Veamos que {\displaystyle \vert (3x-5)-1\vert =\vert 3x-6\vert =3\vert x-2\vert }, luego por hipótesis {\displaystyle \textstyle 3\vert x-2\vert <3{\frac {1}{3}}\varepsilon =\varepsilon } y queda demostrado (*). Nótese que bien podríamos haber elegido {\displaystyle \delta ={\frac {1}{6}}\varepsilon } o {\displaystyle \delta ={\frac {1}{15}}\varepsilon }, por ejemplo. Siempre que {\displaystyle \delta \leq {\frac {1}{3}}\varepsilon }, siempre podremos demostrar (*). {\displaystyle \quad \square } Lo que acabamos de ver es lo siguiente. Consideramos la función {\displaystyle f(x)=3x-5} y nos centramos en el punto {\displaystyle c=2}. Ahora, para un error {\displaystyle \varepsilon >0} cualquiera, si consideramos sólo puntos a distancia menor que un tercio del error ({\displaystyle \delta ={\tfrac {\varepsilon }{3}}}) de {\displaystyle c=2}, todas sus imágenes aproximan {\displaystyle L=1} con un error menor que el objetivo {\displaystyle \varepsilon } elegido. Como este error es arbitrario, lo anterior quiere decir que las imágenes de puntos cercanos a {\displaystyle c=2} aproximan {\displaystyle L=1} tanto como queramos. |
Hay casos como por ejemplo la función de Dirichlet {\displaystyle D:\mathbb {R} \to \mathbb {R} } definida como:

{\displaystyle D(x)={\begin{cases}c&\mathrm {para\ } x\ \mathrm {racional} \\d&\mathrm {para\ } x\ \mathrm {irracional} \\\end{cases}}}

donde no hay ningún número a en el dominio para el cual existe el {\displaystyle \lim _{x\to a}f(x).} Para demostrar la anterior afirmación, es necesario hacer uso del hecho de que cada intervalo contiene tanto números racionales como irracionales.

### Límite secuencial
Consiste en definir al límite de una función en términos de los valores que toma para sucesiones contenidas en su dominio.
| Una función real f tiene un límite L en un punto x = c de su dominio si para toda sucesión xn que converge a este punto c, la sucesión f(xn) converge a L. |

En términos formales, si xn es una sucesión tal que

{\displaystyle \forall \varepsilon _{0}>0,\exists N_{0}\in \mathbb {N} /n\geq N_{0}\Longrightarrow |x_{n}-c|<\varepsilon _{0}}

entonces f tiene límite L en x = c si y solo si

{\displaystyle \forall \varepsilon >0,\exists N\in \mathbb {N} /\forall x_{n},\,n>N\Longrightarrow |f\left(x_{n}\right)-L|<\varepsilon }

lo cual se simboliza así:

{\displaystyle \lim _{n\to \infty }f\left(x_{n}\right)=L}

Esta definición en términos de sucesiones es equivalente a la definición épsilon-delta de Cauchy.
| Demostración |
| Dado que se quiere demostrar una equivalencia, es necesario demostrar dos implicaciones. Por un lado: {\displaystyle \lim _{x\to c}f(x)=L\Longrightarrow \lim _{n\to \infty }f\left(x_{n}\right)=L,\forall x_{n}/\lim _{n\to \infty }x_{n}=c} Por hipótesis {\displaystyle \forall \varepsilon >0,\exists \delta >0/0<\|x-c\|<\delta \Longrightarrow \|f(x)-L\|<\varepsilon } entonces si xn converge a c, existe un número natural N0 tal que {\displaystyle \|x_{n}-c\|<\delta ,\ \forall n\geq N_{0}} bastará elegir N0 en función de δ. La condición anterior implica que los puntos x = xn cumplen la primera parte de la implicación {\displaystyle 0<\|x-c\|<\delta } con lo cual si x = xn automáticamente se cumple por hipótesis que {\displaystyle \|f(x_{n})-L\|<\varepsilon } Acabamos de demostrar que {\displaystyle \forall x_{n},n\geq N=N_{0}\Longrightarrow \|f(x_{n})-L\|<\varepsilon } que es precisamente la definición de límite secuencial. Para la implicación recíproca, se procede por reducción al absurdo. {\displaystyle \lim _{n\to \infty }f\left(x_{n}\right)=L,\forall x_{n}/\lim _{n\to \infty }x_{n}=c\Longrightarrow \lim _{x\to c}f(x)=L} Suponiendo que no existe el límite {\displaystyle \lim _{x\to c}f(x)=L} se tiene, negando su definición, que existe un ε tal que para todo δ existe al menos una sucesión xδ para la cual se cumple {\displaystyle 0<\left\|x_{\delta }-c\right\|<\delta \land \|f(x)-L\|\geq \varepsilon } En particular conviene tomar {\displaystyle \delta ={\frac {1}{n}},\ n\in \mathbb {N} } Por lo tanto para estos δ existe al menos una sucesión tn = xδ que cumple {\displaystyle 0<\left\|t_{n}-c\right\|<{\frac {1}{n}}\land \|f\left(t_{n}\right)-L\|\geq \varepsilon } Esto muestra que, si bien tn converge a c, la función f no converge a L para estas sucesiones. Esto contradice la hipótesis, y la contradicción provino de suponer que {\displaystyle \lim _{x\to c}f(x)\neq L} por lo tanto el límite de f(x) cuando x tiende a c debe ser L. |

El límite secuencial proporciona una manera sencilla de probar la inexistencia de ciertos límites, como por ejemplo el ya mencionado

{\displaystyle \lim _{x\to a}D(x)}

para ellos basta tomar dos sucesiones diferentes que converjan al punto a:
1. una que contenga solo números racionales y
2. otra que solo contenga irracionales

de esta manera, se obliga a la función a tomar dos valores diferentes sobre sucesiones que tienden a un mismo punto del dominio. Luego, el límite no existe.

### Funciones de dos variables reales
Dada una función

{\displaystyle f:D\subseteq \mathbb {R} ^{2}\longrightarrow \mathbb {R} }

A medida que se afina el intervalo que encierra a L puede tomarse un disco de radio δ más pequeño, dentro del cual es posible acercarse al punto (a,b), sin necesariamente pasar por él.

que a cada par (x,y) de números reales contenido en el conjunto D le asigna un número real z, es posible extender la definición de límite a este tipo de funciones. Sea (a,b) un punto de acumulación del conjunto D, puede definirse al límite L de f en este punto como sigue.
| El límite de una función f(x,y) cuando x tiende a a e y tiende a b es L si y solo si para todo ε > 0 existe un δ > 0 tal que para todo par de números reales (x,y) en D se cumple la implicación {\displaystyle 0<\\|(x-a,y-b)\\|<\delta \Longrightarrow \|f(x,y)-L\|<\varepsilon } |

{\displaystyle {\textrm {con}}\ \|(x,y)\|={\sqrt {x^{2}+y^{2}}}.}

Tomaremos como ejemplo la siguiente función

{\displaystyle f:\mathbb {R} ^{2}\setminus \{(0,0)\}\longrightarrow \mathbb {R} ,\ f(x,y)={\frac {x^{2}y^{2}}{x^{4}+y^{2}}}}

El punto (0,0) es un punto de acumulación del dominio de f, puesto que cualquier entorno con centro en este punto encierra otros, distintos del primero, pertenecientes también al dominio de la función.
Para esta función se cumple 

{\displaystyle \lim _{\begin{smallmatrix}x\to 0\\y\to 0\end{smallmatrix}}f(x,y)=0}

lo cual puede ser demostrado por definición.
| Demostración |
| Tómese δ = 2ε en la definición. De esta manera, para todo ε existe un δ, pues el último está definido a partir del primero. Planteamos la definición, para todo (x,y) perteneciente al dominio de la función f, esto es (x,y) ≠ (0,0), debe cumplirse la implicación {\displaystyle 0<\\|(x-0,y-0)\\|<2\varepsilon \Longrightarrow \|f(x,y)-0\|<\varepsilon } Buscaremos acotar la función utilizando la hipótesis. Para ello utilizaremos la propiedad de que todo número elevado al cuadrado es mayor o igual que cero, en particular {\displaystyle \left(x^{2}-\|y\|\right)^{2}\geq 0} de donde se deduce {\displaystyle {\frac {x^{2}\|y\|}{x^{4}+y^{2}}}\leq {\frac {1}{2}}\iff \left\|{\frac {x^{2}y}{x^{4}+y^{2}}}\right\|\leq {\frac {1}{2}}} con lo cual {\displaystyle \|f(x,y)-0\|=\left\|{\frac {x^{2}y^{2}}{x^{4}+y^{2}}}\right\|=\left\|{\frac {x^{2}y}{x^{4}+y^{2}}}\right\|\|y\|\leq {\frac {1}{2}}\|y\|\leq {\frac {1}{2}}\\|(x,y)\\|} Ahora aplicamos la hipótesis para obtener {\displaystyle \|f(x,y)-0\|\leq {\frac {1}{2}}\\|(x-0,y-0)\\|<{\frac {1}{2}}\cdot 2\varepsilon =\varepsilon } QED. |

Si en vez de una función escalar se toma el campo vectorial

{\displaystyle \mathbf {f} :D\subseteq \mathbb {R} ^{2}\longrightarrow \mathbb {R} ^{2}}

la definición de límite es análoga.
| El límite del campo vectorial f(x,y) cuando x tiende a a e y tiende a b es el vector L si y solo si para todo ε > 0 existe un δ > 0 tal que para todo par de números reales (x,y) en D se cumple la siguiente implicación {\displaystyle 0<\\|(x-a,y-b)\\|<\delta \Longrightarrow \\|\mathbf {f} (x,y)-\mathbf {L} \\|<\varepsilon } |

Un importante teorema que relaciona las dos definiciones anteriores es el siguiente.
| Dado un campo vectorial f y dos funciones escalares P y Q, relacionadas de la siguiente manera {\displaystyle \mathbf {f} (x,y)={\Big (}P(x,y),Q(x,y){\Big )}} y sea L = (A,B) un vector en R2, bajo estas condiciones se cumple que {\displaystyle \lim _{\begin{smallmatrix}x\to a\\y\to b\end{smallmatrix}}\mathbf {f} (x,y)=\mathbf {L} \iff \lim _{\begin{smallmatrix}x\to a\\y\to b\end{smallmatrix}}P(x,y)=A\land \lim _{\begin{smallmatrix}x\to a\\y\to b\end{smallmatrix}}Q(x,y)=B} |

| Demostración |
| El enunciado consiste de una doble implicación. Para demostrarlo, se requiere abordar individualmente las implicaciones que lo componen. {\displaystyle \Longrightarrow )} se asume que el límite del campo vectorial f es igual a L. Por definición, para cada número real positivo ε arbitrario, existe un disco plano de radio δ, de manera tal que se cumple la implicación {\displaystyle 0<\\|(x,y)-(a,b)\\|<\delta \Longrightarrow \\|\mathbf {f} (x,y)-\mathbf {L} \\|<\varepsilon } para todo punto (x, y) en el dominio de f. Pero {\displaystyle {\begin{aligned}\varepsilon &>\\|\mathbf {f} (x,y)-\mathbf {L} \\|=\left\\|{\Big (}P(x,y),Q(x,y){\Big )}-(A,B)\right\\|=\left\\|{\Big (}P(x,y)-A,Q(x,y)-B{\Big )}\right\\|\geq \\&\geq \|P(x,y)-A\|\end{aligned}}} luego {\displaystyle 0<\\|(x,y)-(a,b)\\|<\delta \Longrightarrow \|P(x,y)-A\|<\varepsilon } esto prueba que, si el límite de f es L, entonces el límite de P es A. La prueba para Q es análoga. {\displaystyle \Longleftarrow )} suponemos ahora que el límite de P es A, y el límite de Q es B. En tal caso, dados ε1, ε2 reales positivos y arbitrarios, existen sendos discos planos de radios δ1, δ2 respectivamente, de manera tal que se cumplen las implicaciones {\displaystyle {\begin{aligned}0<\\|(x,y)-(a,b)\\|<\delta _{1}&\Longrightarrow \|P(x,y)-A\|<\varepsilon _{1}\\0<\\|(x,y)-(a,b)\\|<\delta _{2}&\Longrightarrow \|Q(x,y)-B\|<\varepsilon _{2}\end{aligned}}} Sean {\displaystyle \delta =\min \left\{\delta _{1},\delta _{2}\right\},\quad \varepsilon =\\|(\varepsilon _{1},\varepsilon _{2})\\|} entonces de la hipótesis se desprende que {\displaystyle 0<\\|(x,y)-(a,b)\\|<\delta } lo cual, a su vez, implica {\displaystyle \\|\mathbf {f} (x,y)-\mathbf {L} \\|=\left\\|{\Big (}P(x,y)-A,Q(x,y)-B{\Big )}\right\\|<\\|(\varepsilon _{1},\varepsilon _{2})\\|=\varepsilon } Como ε1 y ε2 son arbitrarios, entonces ε también lo es, y además para cada uno de ellos existen δ1, δ2, lo cual garantiza la existencia del mínimo δ. Luego, para todo ε, existe un δ, de manera tal que {\displaystyle 0<\\|(x,y)-(a,b)\\|<\delta \Longrightarrow \\|\mathbf {f} (x,y)-\mathbf {L} \\|<\varepsilon .} lo cual coincide con la definición del límite de f en (a, b)∎ |

Este resultado puede generalizarse a funciones vectoriales de la forma

{\displaystyle \mathbf {f} :X\subseteq \mathbb {R} ^{n}\longrightarrow \mathbb {R} ^{m}}

es decir, de n variables y m componentes.

### Funciones en espacios métricos
La definición de límite puede generalizarse a cualquier función definida entre dos espacios métricos. Supóngase dados dos conjuntos M y N, con sus respectivas métricas dM y  dN. Sea la función f definida entre los dos espacios métricos formados por cada par conjunto-métrica,

{\displaystyle f:\left(M,d_{M}\right)\longrightarrow \left(N,d_{N}\right)}

y sean c un punto límite de M, y L∈N.
| Se dice que «el límite de f en c es L» y se escribe: {\displaystyle \lim _{x\to c}f(x)=L} si y solo si para todo ε > 0 existe un δ > 0 tal que para toda x∈M en 0 < dM(x, c) < δ, tenemos dN(f(x), L) < ε. |

De la desigualdad 0 < dM(x, c) < δ se obtiene lo siguiente:
1. x pertenece a una vecindad de c.
2. x no es igual a c, pues 0 < 0 < dM implica que x es distinto de c.

## Unicidad del límite
La definición de límite permite demostrar el siguiente
| Teorema Si el límite de una función existe, entonces es único. |

Este teorema es válido en espacios topológicos Hausdorff.
Supóngase que {\displaystyle \textstyle \lim _{x\rightarrow c}f(x)=L} y también que {\displaystyle \textstyle \lim _{x\rightarrow c}f(x)=L'} siendo L y L' distintos; se debe de comprobar que no puede ser que {\displaystyle L'\neq L} verificándose la definición de límite. Para ello se toma un entorno E de L y un entorno E' de L' que no se intersequen.  Por definición de límite {\displaystyle f(x)\in E} para todo x en algún entorno agujereado de c, por lo que no puede estar en E', evitando que el límite sea L'.
El teorema de unicidad provee de una valiosa herramienta para refutar la existencia de límites.

## Límites laterales

El límite cuando: x → x_{0}^{+} ≠ x → x_{0}^{-}. Por lo tanto, el límite cuando x → x_{0} no existe.

Tomemos ahora una función de una variable

{\displaystyle f:D\subseteq \mathbb {R} \longrightarrow \mathbb {R} }

y un punto x del dominio D de esta función, aproximándose a c, pero tomando solo valores más grandes que él. Formalmente estaríamos tomando los x que verifican {\displaystyle 0<x-c<\delta }, para ciertos {\displaystyle \delta }. Si la función tiende a un valor {\displaystyle L^{+}}, se dice que «existe el límite por derecha» y se denota así
{\displaystyle \lim _{x\to c^{+}}f(x)=L^{+}}
Tomando valores más pequeños, es decir los x tales que {\displaystyle 0<-(x-c)<\delta }, el límite puede ser escrito como:
{\displaystyle \lim _{x\to c^{-}}f(x)=L^{-}}
Si los dos límites anteriores son iguales:
{\displaystyle \lim _{x\to c^{-}}f(x)=\lim _{x\to c^{+}}f(x)=L}
entonces L se pueden referir como el límite de f(x) en c. Dicho de otro modo, si los límites laterales no son iguales, entonces el límite no existe. El hecho de que el límite no sea el mismo en todo entorno del punto c implica que no es único, por esta razón es que no existe.
Los límites laterales permiten definir la continuidad y derivabilidad de una función en un punto.

## Límites infinitos
Existen varios casos de límites de funciones que involucran la noción del infinito, definiremos cada uno de ellos en las secciones siguientes.

### Variable que tiende a infinito

Dado ε, puede establecerse R de modo que f(x) se «acerque» a L, a medida que x se aleja del origen ilimitadamente.

Cuando una variable tienda a infinito, supongamos x, utilizaremos el símbolo del infinito de esta manera  {\displaystyle x\to \infty }. Esto significa que la variable x toma valores arbitrariamente grandes, en magnitud. Analíticamente diremos que, fijado cierto número real R, x lo superará en valor absoluto, cualquiera sea el R tomado.
{\displaystyle x\to \infty \iff \forall R>0,|x|>R}.
Para esta definición tomaremos, como caso particular, dos «signos del infinito».
1. Si es {\displaystyle x>0}, diremos que x tiende a más infinito o al infinito «positivo». Lo denotaremos así, {\displaystyle x\to +\infty }.
2. Si {\displaystyle x<0,\ x\to -\infty } significa que x tiende a menos infinito.

Resulta de especial interés el comportamiento de ciertas funciones en el infinito. Cuando estos límites existen, y son números reales, podemos construir la ecuación de las asíntotas horizontales u oblicuas de la función. Definiremos entonces el límite de una función, cuando la variable independiente tiende a infinito, para cualquier signo.
| El límite de una función f(x) cuando x tiende a infinito es L si y solo si para todo {\displaystyle \varepsilon >0}, {\displaystyle \exists R>0} tal que, para todo x en el dominio de f, se cumple la implicación {\displaystyle \|x\|>R\Rightarrow \|f(x)-L\|<\varepsilon }. |

Si solo se toma uno de los casos, basta añadir la restricción correspondiene. Por ejemplo, si queremos calcular el límite de {\displaystyle x\to -\infty }, consideraremos la definición anterior con la salvedad de que {\displaystyle x<0}.
Tomemos como ejemplo {\displaystyle f(x)={\frac {1}{x^{2}+1}}}, definida {\displaystyle \forall x\in \mathbb {R} }. A medida que damos valores muy grandes a x en valor absoluto, f decrece y se acerca a cero. Esto se puede demostrar con la definición dada.
| Demostración |
| {\displaystyle \lim _{x\to \infty }{\frac {1}{x^{2}+1}}=0\iff \forall \varepsilon >0,\exists R>0/\ \|x\|>R\Rightarrow \left\|{\frac {1}{x^{2}+1}}\right\|<\varepsilon } Dado que R es arbitrario por definición, conviene tomarlo en función de {\displaystyle \varepsilon } de esta manera {\displaystyle R=\max \left\{1,{\sqrt {{\frac {1}{\varepsilon }}-1}}\right\}.} De este modo, hay dos casos a considerar: 1. {\displaystyle \varepsilon \geq 1} en cuyo caso, cualquier R sirve, pues f está acotada por 1. En particular se escogió arbitrariamente un R = 1. 2. {\displaystyle 0<\varepsilon <1} se elige R en función de ε. El primer caso queda automáticamente demostrado por la definición de función acotada, pues basta deducir el caso particular. {\displaystyle \forall x\in \mathbb {R} ,\|f(x)\|\leq 1\leq \varepsilon \Longrightarrow \forall x\in \mathbb {R} ,\|x\|>1\Longrightarrow \|f(x)\|<\varepsilon } Para el segundo caso, debemos demostrar la implicación (**). (**){\displaystyle \|x\|>{\sqrt {{\frac {1}{\varepsilon }}-1}}\Rightarrow \left\|{\frac {1}{x^{2}+1}}\right\|<\varepsilon } siempre que {\displaystyle \varepsilon <1}, pues de lo contrario se toma R = 1. Partimos de {\displaystyle \|x\|>{\sqrt {{\frac {1}{\varepsilon }}-1}}\Rightarrow x^{2}>{\frac {1}{\varepsilon }}-1\Rightarrow x^{2}+1>{\frac {1}{\varepsilon }}\Rightarrow {\frac {1}{x^{2}+1}}<\varepsilon }. Como f es una función estrictamente positiva {\displaystyle \forall x} vale que {\displaystyle f(x)=\|f(x)\|}, por lo tanto queda demostrada (**). |

Como {\displaystyle \lim _{x\to \infty }{\frac {1}{x^{2}+1}}=0}, la ecuación {\displaystyle y=0} determina la asíntota horizontal de la función.

### Función que tiende a infinito

Tomando R arbitrariamente grande, podemos establecer un δ de modo que cuando x se acerque a c, f(x) supere a R en valor absoluto.

Dada cierta función f, diremos que tiende a infinito cuando crezca indefinidamente, a medida que nos acercamos a cierto punto c en el dominio. Esto equivale a afirmar que f no está acotada, para valores del dominio «suficientemente cercanos» a c. Esto se denota así {\displaystyle \lim _{x\to c}f(x)=\infty }, o también, se escribe {\displaystyle f(x)\to \infty }.
Si tomamos a la función f como una variable, por ejemplo, y, podemos utilizar la definición de variable que tiende a infinito, y combinarla con la definición de límite, de la siguiente manera.
| El límite de una función f(x), cuando x tiende a c, es infinito si y solo si para todo {\displaystyle R>0} existe un {\displaystyle \delta >0} tal que, para todo punto x en el dominio de f, se cumple {\displaystyle 0<\|x-c\|<\delta \Rightarrow \|f(x)\|>R}. |

En símbolos,
{\displaystyle \lim _{x\to c}f(x)=\infty \iff \forall R>0,\exists \delta >0/\forall x\in \mathrm {Dom} (f),0<|x-c|<\delta \Rightarrow |f(x)|>R}.
Como ejemplo, tomemos la función racional {\displaystyle f(x)={\frac {1}{x}}}, cuya gráfica en el plano es una hipérbola equilátera centrada en el origen de coordenadas. Tomando x muy cercano a cero, la función f(x) toma valores muy grandes, por eso se dice que f(x) tiende a infinito cuando x tiende a cero. Esto puede demostrarse con la definición.
| Demostración |
| {\displaystyle \lim _{x\to 0}{\frac {1}{x}}=\infty \iff \forall R>0,\exists \delta >0/0<\|x-0\|<\delta \Rightarrow \left\|{\frac {1}{x}}\right\|>R} Tomemos {\displaystyle \delta ={\frac {1}{R}}}, en este caso la demostración es inmediata ya que {\displaystyle 0<\|x-0\|<{\frac {1}{R}}\Rightarrow \|x\|<{\frac {1}{R}}\Rightarrow \left\|{\frac {1}{x}}\right\|>R}. |

Cuando una función tiende a infinito en un punto determinado c del dominio, la recta que determina la ecuación {\displaystyle x=c}, es decir, todo punto de la forma {\displaystyle (c,t)\forall t\in \mathbb {R} }, se denomina asíntota vertical de la función. Para el ejemplo dado, {\displaystyle x=0} es la asíntota vertical.
El hecho de que {\displaystyle \lim _{x\to 0}{\frac {1}{x}}=\infty } no implica que sea posible la división por cero. Según la definición de este límite, {\displaystyle 0<|x|<\delta \Rightarrow x\neq 0}, con lo cual, {\displaystyle {\frac {1}{0}}\neq \infty }. En definitiva, {\displaystyle \not \exists {\frac {1}{0}}} es decir, está expresión es indefinida.
Tomemos otro ejemplo, la función logaritmo natural.
{\displaystyle \lim _{x\to 0^{+}}\ln(x)=-\infty }
Recurrimos al límite lateral ya que el logaritmo solo está definido para {\displaystyle x>0} en los reales.
| Demostración |
| Tomar {\displaystyle \delta =e^{-R}}, por lo tanto {\displaystyle 0<x<e^{-R}\Rightarrow \ln(x)<-R} y queda demostrado el límite, ya que siendo {\displaystyle R>0,\ln(x)<-R} significa que dado cualquier R podemos tomar a la función más pequeña que este número. |

Esta función tiene una asíntota vertical {\displaystyle x=0}, igual que la anterior.

### Ambos casos

A medida que tomamos M cada vez más grande, podemos establecer R de modo que f supere a M en valor absoluto cuando lo hace x, con respecto a R.

Pueden darse ambos casos al mismo tiempo, por ejemplo, cualquier función polinómica de x tiende a infinito, cuando x tiende a infinito. En este tipo de casos definiremos al límite como sigue.
| El límite de una función f(x) es infinito, cuando x tiende a infinito, si y solo si para todo {\displaystyle M>0} existe un {\displaystyle R>0} para el cual se cumple {\displaystyle \|x\|>R\Rightarrow \|f(x)\|>M}, siempre que {\displaystyle x\in \mathrm {Dom} (f)}. |

Tomemos como ejemplo a la función afín {\displaystyle f(x)=3x-5}, que es un caso particular de función polinómica. Siendo su gráfica una recta, intuitivamente podemos imaginar que tomando puntos de x «muy grandes» o «muy pequeños» los valores de f(x), es decir, la «altura», se hace muy grande o pequeña con respecto a x.
| Demostración |
| Demostremos que {\displaystyle \lim _{x\to \infty }(3x-5)=\infty .} Escribamos la definición {\displaystyle \lim _{x\to \infty }(3x-5)=\infty \iff \forall M>0,\exists R>0/\|x\|>R\Rightarrow \|3x-5\|>M.} Para esta demostración tomaremos {\displaystyle \textstyle R={\frac {1}{3}}(M+5).} {\displaystyle \textstyle \|3x-5\|\geq 3\|x\|-5>3\cdot {\frac {1}{3}}(M+5)-5=M} QED. |

## Cálculo de límites
Los conceptos definidos permiten introducir herramientas para el cálculo de límites. A partir de las definiciones pueden demostrarse propiedades algebraicas, listadas en detalle a continuación.

### Propiedades generales
Si f(x) y g(x) son funciones de variable real y k es un escalar, entonces, se cumplen las siguientes propiedades:
| Límite de                                  | Expresión |
| ------------------------------------------ | --- |
| Una constante                              | {\displaystyle \lim _{x\to c}k=\,k,\,{\textrm {donde}}\ k\in \mathbb {R} \,}                                                                         |
| La función identidad                       | {\displaystyle \lim _{x\to c}x=\,c\,} |
| El producto de una función y una constante | {\displaystyle \lim _{x\to c}kf(x)=\,k\lim _{x\to c}f(x)\,}                                                                                          |
| Una suma                                   | {\displaystyle \lim _{x\to c}(f(x)+g(x))=\,\lim _{x\to c}f(x)+\lim _{x\to c}g(x)\,}                                                                  |
| Una resta                                  | {\displaystyle \lim _{x\to c}(f(x)-g(x))=\,\lim _{x\to c}f(x)-\lim _{x\to c}g(x)\,}                                                                  |
| Un producto                                | {\displaystyle \lim _{x\to c}(f(x)g(x))=\,\lim _{x\to c}f(x)\cdot \lim _{x\to c}g(x)\,}                                                              |
| Un cociente                                | {\displaystyle \lim _{x\to c}{{f(x)} \over {g(x)}}=\,{{\lim _{x\to c}{f(x)}} \over {\lim _{x\to c}{g(x)}}}\,\ {\mbox{si }}\lim _{x\to c}g(x)\neq 0,} |
| Una potencia                               | {\displaystyle {\lim _{x\to c}f(x)^{g(x)}}=\,{\lim _{x\to c}f(x)^{\lim _{x\to c}g(x)}}\,\ {\mbox{si }}f(x)>0}                                        |
| Un logaritmo                               | {\displaystyle {\lim _{x\to c}\log f(x)}=\,\log {\lim _{x\to c}f(x)}}                                                                                |
| El número e                                | {\displaystyle {\lim _{x\to 0}\left(1+x\right)^{1 \over x}}=\,{\lim _{x\to \infty }\left(1+{1 \over x}\right)^{x}}=\,e}                              |
| Función f(x) acotada y g(x) infinitesimal  | {\displaystyle {\lim _{x\to c}\left(f(x)\cdot g(x)\right)}=\,0}.                                                                                     |

### Indeterminaciones
Las propiedades generales permiten, junto con la definición, calcular límites indeterminados mediante transformaciones algebraicas. Hay varios tipos de indeterminaciones, entre ellas las que se muestran en la tabla siguiente. Considerar {\displaystyle \infty \,\!} como el límite que tiende a infinito y {\displaystyle 0,\,1\,\!} al límite de una función que tiende a 0 o 1, respectivamente. 
| Operación            | Indeterminación                                             |
| -------------------- | ----------------------------------------------------------- |
| Sustracción          | {\displaystyle \infty -\infty }                             |
| Multiplicación       | {\displaystyle \infty \cdot 0}                              |
| División             | {\displaystyle {\cfrac {\infty }{\infty }},{\cfrac {0}{0}}} |
| Elevación a potencia | {\displaystyle 1^{\infty },\infty ^{0},0^{0}}               |

Ejemplo.
0/0 es una indeterminación, es decir, no es posible, a priori, saber cual es el valor de un límite que tiende a cero sobre otro que también tiende a cero ya que el resultado no es siempre el mismo. Por ejemplo:
| {\displaystyle \lim _{t\rightarrow 0}{\frac {t}{t^{2}}}=\infty }, | {\displaystyle \lim _{t\rightarrow 0}{\frac {t}{t}}=1}, | {\displaystyle \lim _{t\rightarrow 0}{\frac {t^{2}}{t}}=0} |
Nótese que hubiera sido imposible «eliminar» las indeterminaciones en los ejemplos anteriores si no se hubiera supuesto {\displaystyle t\neq 0}, desigualdad que se deduce de la definición.

### Regla de l'Hôpital
Esta regla hace uso de la derivada y tiene un uso condicional. Esta solo puede usarse directamente en límites que son «igual» a 0/0 o a ±∞/±∞.
Otras formas indeterminadas requieren alguna manipulación algebraica, por lo general, establecer que el límite es igual a y, tomar el logaritmo natural en ambos miembros, y entonces aplicar la regla de l'Hôpital.
- {\displaystyle \lim _{x\to c}{\frac {f(x)}{g(x)}}=\lim _{x\to c}{\frac {f'(x)}{g'(x)}}}

Por ejemplo:
{\displaystyle \lim _{x\to 0}{\frac {\operatorname {sen}(2x)}{\operatorname {sen}(3x)}}=\lim _{x\to 0}{\frac {2\cos(2x)}{3\cos(3x)}}={\frac {2\cdot 1}{3\cdot 1}}={\frac {2}{3}}.}

### Límites trigonométricos
1. {\displaystyle {\lim _{x\to \infty }x\;\operatorname {sen} \left({\frac {2\pi }{x}}\right)\cos \left({\frac {2\pi }{x}}\right)}=\,2\pi }
2. {\displaystyle {\lim _{x\to 0}{{\operatorname {sen} x} \over x}}={\lim _{x\to 0}{x \over \operatorname {sen} x}}=\,1\,}
3. {\displaystyle {\lim _{x\to 0}{\tan x \over x}}={\lim _{x\to 0}{x \over \tan x}}=\,1\,}
4. {\displaystyle {\lim _{x\to 0}{\operatorname {sen} x \over \tan x}}\,={\lim _{x\to 0}{\tan x \over \operatorname {sen} x}}=\,1}
5. {\displaystyle {\lim _{x\to 0}{\frac {1-\cos x}{x^{2}}}}=\,{\dfrac {1}{2}}\,}
6. {\displaystyle {\lim _{x\to \infty }x\;\operatorname {sen} \left({\frac {1}{x}}\right)}=\,1}[8]

Algunas demostraciones, por ejemplo, el segundo de estos límites trigonométricos, requieren el uso de la inecuación sen(x) < x < tan(x) en el intervalo (0,π/2), que relaciona x con las funciones seno y tangente.
| Demostración |
| Se toma {\displaystyle \scriptstyle \operatorname {sen} x<x<\tan x} y se divide por {\displaystyle \scriptstyle \operatorname {sen} x}, obteniendo: {\displaystyle 1<{\frac {x}{\operatorname {sen} x}}<{\frac {1}{\cos x}}} Invirtiendo los términos de la inecuación y cambiando los signos de desigualdad: {\displaystyle \cos x<{\frac {\operatorname {sen} x}{x}}<1} Calculando el límite cuando x tiende a 0: {\displaystyle \lim _{x\to 0}\cos x<\lim _{x\to 0}{\frac {\operatorname {sen} x}{x}}<\lim _{x\to 0}1} Lo que es igual a: {\displaystyle 1<\lim _{x\to 0}{\frac {\operatorname {sen} x}{x}}<1} Aplicando el teorema del sándwich o teorema de estricción, el límite necesariamente vale 1: {\displaystyle \lim _{x\to 0}{\frac {\operatorname {sen} x}{x}}=1} |

El tercero de los límites se logra demostrar utilizando las propiedades de los límites y el valor obtenido en el límite anterior. Es decir:
{\displaystyle {\lim _{x\to 0}\left({\frac {\tan x}{x}}\right)}={\lim _{x\to 0}\left({\frac {\operatorname {sen} x}{x}}\right)}\cdot \lim _{x\to 0}{\frac {1}{\cos x}}=1\cdot 1=1}